# 12896 Жоффруа
12896 Жоффруа́ (12896 Geoffroy) — астероїд головного поясу, відкритий 26 серпня 1998 року.
Тіссеранів параметр щодо Юпітера — 2,973.